# Ожак
Ожа́к (фр. Aujac) — коммуна во Франции, находится в регионе Пуату — Шаранта. Департамент коммуны — Шаранта Приморская. Входит в состав кантона Сент-Илер-де-Вильфранш. Округ коммуны — Сен-Жан-д’Анжели.
Код INSEE коммуны — 17023.

## Население
Население коммуны на 2010 год составляло 325 человек.
| 1962 | 1968 | 1975 | 1982 | 1990 | 1999 | 2010 |
| ---- | ---- | ---- | ---- | ---- | ---- | ---- |
| 377  | 373  | 363  | 351  | 321  | 325  | 325  |

## Экономика
В 2010 году среди 198 человек трудоспособного возраста (15—64 лет) 152 были экономически активными, 46 — неактивными (показатель активности — 76,8 %, в 1999 году было 69,4 %). Из 152 активных жителей работали 133 человека (72 мужчины и 61 женщина), безработных было 19 (8 мужчин и 11 женщин). Среди 46 неактивных 15 человек были учениками или студентами, 16 — пенсионерами, 15 были неактивными по другим причинам.